# La alegría del Capitán Ribot
La alegría del Capitán Ribot es una novela del autor español Armando Palacio Valdés, publicada en 1899. Es una muestra del realismo literario de la época.

## Argumento
Ambientada en la Valencia de finales del siglo XIX, se centra en Dª Cristina, una bella dama, virtuosa y de impecable moralidad, profundamente enamorada de su marido, el gris Emilio Martí. Su vida se ve alterada con la aparición del Capitán Julián Ribot, que tiempo atrás la había salvado de un accidente marítimo en Gijón. Ribot se prenda perdidamente de Cristina; sin embargo, su incipiente amistad con Emilio junto a su estricto sentido de la lealtad y la integridad moral le impiden avanzar en el acercamiento amoroso. Menos escrúpulos demostrará Enrique Castell, socio de Martí en su negocio, está igualmente enamorado de Cristina.

## Adaptaciones
La obra fue objeto de adaptación para la pequeña pantalla por Televisión española en el espacio Novela en 1965. Con dirección de Domingo Almendros contó con el siguiente reparto:
- Fernando Delgado... Julián Ribot
- Lola Cardona... Cristina
- Manuel Salgueró... Emilio
- Arturo López... Castell
- África Martínez... Isabelita
- Joaquín Pamplona... Retamoso
- Marisa García Alonso... Tía Clara
- María Antonieta Escrivá... Doña Amparo
- Alfonso Gallardo... Sabas
- Mari Carmen Martínez... Doncella
- José Padilla... Oficial
- Arturo de Sienes... Mecanico
- Paloma Pagés... Una Joven
- Maruja Cebrian ...Otra Joven